# Buffalo Bisons (IHL)
Buffalo Bisons byl profesionální americký klub ledního hokeje, který měl sídlo v Buffalu ve státě New York (stát), ale své domácí zápasy odehrával ve Fort Erie v kanadské provincii Ontario. V letech 1936–1937 působil v profesionální soutěži American Hockey League. Před AHL působil postupně v Canadian Professional Hockey League a International Hockey League. Bisons ve své poslední sezóně v AHL skončily v základní části. Své domácí zápasy odehrával v hale Peace Bridge Arena s kapacitou 5 000 diváků.
V roce 1940 byl vytvořen tým stejného názvu, který rovněž nastupoval v AHL.

## Umístění v jednotlivých sezonách
Stručný přehled
Zdroj: 
- 1928–1929: Canadian Professional Hockey League
- 1929–1935: International Hockey League
- 1935–1936: International Hockey League (Východní divize)
- 1936–1937: American Hockey League (Západní divize)

Jednotlivé ročníky
Zdroj: 
Legenda: Z – zápasy, V – výhry, VP – výhry v prodloužení, R – remízy, P – porážky, PP – porážky v prodloužení, VG – vstřelené góly, OG – obdržené góly, +/- – rozdíl skóre, B – body, KPW – Konference Prince z Walesu, CK – Campbellova konference, ZK – Západní konference, VK – Východní konference, fialové podbarvení – reorganizace, změna skupiny či soutěže
| USA / Kanada (1928 – 1937) |                       |        |    |    |    |    |    |    |     |     |     |    |        |                              |
| Sezóny                     | Liga                  | Úroveň | Z  | V  | VP | R  | PP | P  | VG  | OG  | +/- | B  | Pozice | Play-off                     |
| 1928/29                    | CPHL                  | –      | 42 | 17 | –  | 7  | –  | 18 | 89  | 72  | +17 | 41 | 5.     | –                            |
| 1929/30                    | IHL                   | –      | 42 | 26 | –  | 4  | –  | 12 | 102 | 68  | +34 | 56 | 2.     | Finále                       |
| 1930/31                    | IHL                   | –      | 48 | 30 | –  | 5  | –  | 13 | 115 | 76  | +39 | 65 | 1.     | 2. místo ve finálové skupině |
| 1931/32                    | IHL                   | –      | 48 | 25 | –  | 9  | –  | 14 | 106 | 80  | +26 | 59 | 1.     | 1. místo ve finálové skupině |
| 1932/33                    | IHL                   | –      | 44 | 26 | –  | 6  | –  | 12 | 128 | 70  | +58 | 58 | 2.     | 1. místo ve finálové skupině |
| 1933/34                    | IHL                   | –      | 44 | 20 | –  | 11 | –  | 13 | 90  | 66  | +24 | 51 | 2.     | 3. místo ve finálové skupině |
| 1934/35                    | IHL                   | –      | 44 | 20 | –  | 6  | –  | 18 | 113 | 100 | +13 | 40 | 4.     | –                            |
| 1935/36                    | IHL (Východní divize) | –      | 48 | 22 | –  | 6  | –  | 20 | 109 | 101 | +8  | 50 | 2.     | Semifinále                   |
| 1936/37                    | AHL (Západní divize)  | 2      | 11 | 3  | –  | 0  | –  | 8  | 22  | 30  | -8  | 6  | 4.     | –                            |

Poznámky
- 1936/37: Klub odstoupil ze soutěže v průběhu sezóny z důvodu finanční nestability uvnitř klubu. Výsledky "bizonů" jsou ovšem i tak započítávány do historické tabulky AHL.